# Кэмпбелл, Чарльз (футболист)
Чарльз Кэмпбелл (англ. Charles Campbell; 10 января 1854, Купар-Ангус, Шотландия — 1 апреля 1927, Северная Ирландия) — шотландский футболист, защитник, выступавший за клуб «Куинз Парк» и национальной сборной Шотландии. Член Зала славы шотландского футбола.

## Биография
Чарльз, выпускник Эдинбургской академии, присоединился к клубу «Куинз Парк» в 1870 году. Он выступал за «пауков» на позиции защитника в течение шестнадцати лет. Чарльз внёс весомый вклад в победу своего клуба на восьми Кубках Шотландии. В период с 1874 по 1886 год он провёл тринадцать матчей в составе национальной сборной Шотландии. Свой единственный гол за сборную Чарльз забил в матче против сборной Уэльса 5 марта 1877 года.
Чарльз также был футбольным функционером. Он занимал административные должности в своём родном клубе «Куинз Парк» и Шотландской футбольной ассоциации. Чарльз умер в 1927 году. В 2005 году он был включён в Зал славы шотландского футбола.

## Достижения
«Куинз Парк»
- Обладатель Кубка Шотландии (8): 1874, 1875, 1876, 1880, 1881, 1882, 1884, 1886
- Обладатель Кубка милосердия (7): 1877, 1878, 1880, 1881, 1883, 1884, 1885